# Vladimír Sedlařík
Vladimír Sedlařík (* 21. července 1980 Kroměříž) je český chemik a vysokoškolský pedagog, v letech 2018 až 2022 rektor Univerzity Tomáše Bati ve Zlíně.   

## Život
V roce 2003 absolvoval magisterský obor technologie životního prostředí (získal titul Ing.) a v roce 2006 pak obhájil disertační práci na téma "Biologicky rozložitelné polymery na bázi odpadů z mlékárenského průmyslu" (získal titul Ph.D.); obojí na Univerzitě Tomáše Bati ve Zlíně. Během doktorského studia také absolvoval stáž na Chalmers University of Technology ve švédském Göteborgu.
Na Univerzitě Tomáše Bati ve Zlíně založil výzkumnou skupinu zabývající se bioaktivními polymerními systémy. V roce 2011 se habilitoval (získal titul doc.) a v roce 2017 byl jmenován profesorem pro obor technologie organických látek.
Od roku 2012 byl prorektorem pro tvůrčí činnost a od roku 2016 byl ředitelem Centra polymerních systémů.
V říjnu 2018 byl zvolen akademickým senátem kandidátem na funkci rektora Univerzity Tomáše Bati ve Zlíně. Do této pozice jej v prosinci 2018 jmenoval prezident Miloš Zeman, a to s účinností od 15. prosince 2018. Post zastával do prosince 2022, kdy se stal novým rektorem univerzity Milan Adámek.
V krajských volbách v roce 2024 kandiduje jako nestraník za hnutí NEZ do Zastupitelstva Zlínského kraje ze 2. místa kandidátky koalice „Nezávislý HLAS pro Zlínský kraj“ (tj. Soukromníci, NEZ a Svobodní).